# أرتور سيبيدا
أرتور سيبيدا (بالإسبانية: José Cepeda)‏ هو كاهن كاثوليكي مكسيكي، ولد في 15 مايو 1969 في مدينة سان لويس بوتوسي في المكسيك.